# Arnošt Ceral
Arnošt Ceral (* 27. července 1987 Hradec Králové) je český skater žijící v Hradci Králové, Na skateboardu jezdí v postavení goofy a sponzorují ho Horsefeathers, Osiris shoes, Nixon, ACE trucks, Bryxle.cz a Streetmarket.cz.

## Oblíbení skateři
Felipe Gustavo, Rodrigo TX, Cody Mcentire, P-Rod

## Úspěchy
- 1. místo na Red Bull manny mania Prague 2010"" [3]
- 1. místo za besttrick ESC Basel 2009 [4]
- 12. místo na Mystic cup Prague 2008
- 1. místo na King of wood Rouen 2008 [5]